# Rockfam
Rockfam est un groupe de rap haïtien fondé le 18 novembre 2004 par plusieurs jeunes universitaires et dont le siège est à Delmas,.

## Historique
Le groupe est issu des environs du Carrefour de la Renaissance dit Kafou Ayopò à Delmas et est fondé le 18 novembre 2004 (Bataille de Vertières) par des jeunes étudiants à l'Université. Ce groupe a émergé au milieu des années 2000 en parallèle avec Barikad Crew (BC). Ils rivalisaient pour raviver la flamme du hip-hop haïtien comme King Posse et ORS avant eux. Les deux bandes étaient identifiées par les couleurs de leurs mouchoirs; rouge pour Barikad et noir pour Rockfam.
Après le passage de l'Ouragan Jeanne en septembre 2004 qui a dévasté les Gonaïves, le label Rockfam Entertainment lance le projet KRAK (Konbit Rap Kreyòl). L'objectif de KRAK était de rendre hommage aux victimes de l'ouragan Jeanne. À l'issue de ce projet, les participants ont jugé nécessaire de créer un Dream Team.
Le groupe Rockfam fut fondé avec : cinq rappeurs venant du groupe Brave Guys (Stevenson Telfort dit Atros, Jimmy Alcindor dit Big Jim‚ Jameson Telfort alias Pikan‚ Knaggs Rosevelt couramment appelé Knaggs, Shiller Joseph dit Fatal) ; un rappeur du groupe Osmoz (Jean Hubert Valcourt dit Dug G); un rappeur du groupe RGM (Jean Marquely alias Yakuza); un rappeur du groupe M 1 Clan (Fresnel Nerette a.k.a. Toppy X); un rappeur du groupe X-Plicit (Jimmy Larrieux a.k.a. Gray Nouvo Ne); un rappeur du groupe Masters (Joel Bercier alias Masta Preacha)
Claudel Bossman dit Killa Boss rejoint aussi le groupe et Toppy X présenta Lubin Enock dit Jah B aux membres du groupe. Atros fut le premier membre à accepter ce dernier au sein du groupe.
En février 2005, le groupe publie un premier tube à l’occasion de la période carnavalesque, le tube s’intitulait : "Boom Men Phantom Yo". En mars 2005, le groupe performa à son tout premier concert à l’occasion de la première édition du Festival de Rap Créole, Rap’ Rocher.
En mai 2005, ils ont intégré Ketia Jean alias Kizzy à la suite du départ de Yakuza. Ils l’ont rencontrée à l'occasion de la production d'un tube pour honorer les mamans, le tube s’intitulait "Manman bon vwayaj".
À la fin de l’année 2005, ils ont publié un demo de deux tubes : Lame A Deplwaye et Festi Hip Hop. Le premier album du groupe Rockfam s'intitule "Sa-w pa ka konprann" et il fut publié en novembre 2007. Sur cet album, les compositions telles que "Lame A Deplwaye" et "Haiti Pa New York City (Ayiti pa Nouyòksiti)" sont les plus démarqués. Après la publication de l’album, Kizzy laissa Haïti pour aller vivre aux États-Unis.

## Albums
Rockfam compte cinq albums dans son répertoire : 
- Sa w pa ka konprann (novembre 2007) Musique en Folie[9] | DHAC et Shakaitutu (Rockfam Records)
- Yon Lòt Vi'Zion (novembre 2008) | Digicel et Rhum Barbancourt et Yon Lòt Vi’Zion vol2 (novembre 2008) | Venus Musique
- Pa gen pase n (novembre 2009) musique en folie | Digicel
- Afiche w (novembre 2012) | Sogener et Digicel
- Demaske (novembre 2017) | Rockfam Records[10]